# Ramal de Sines

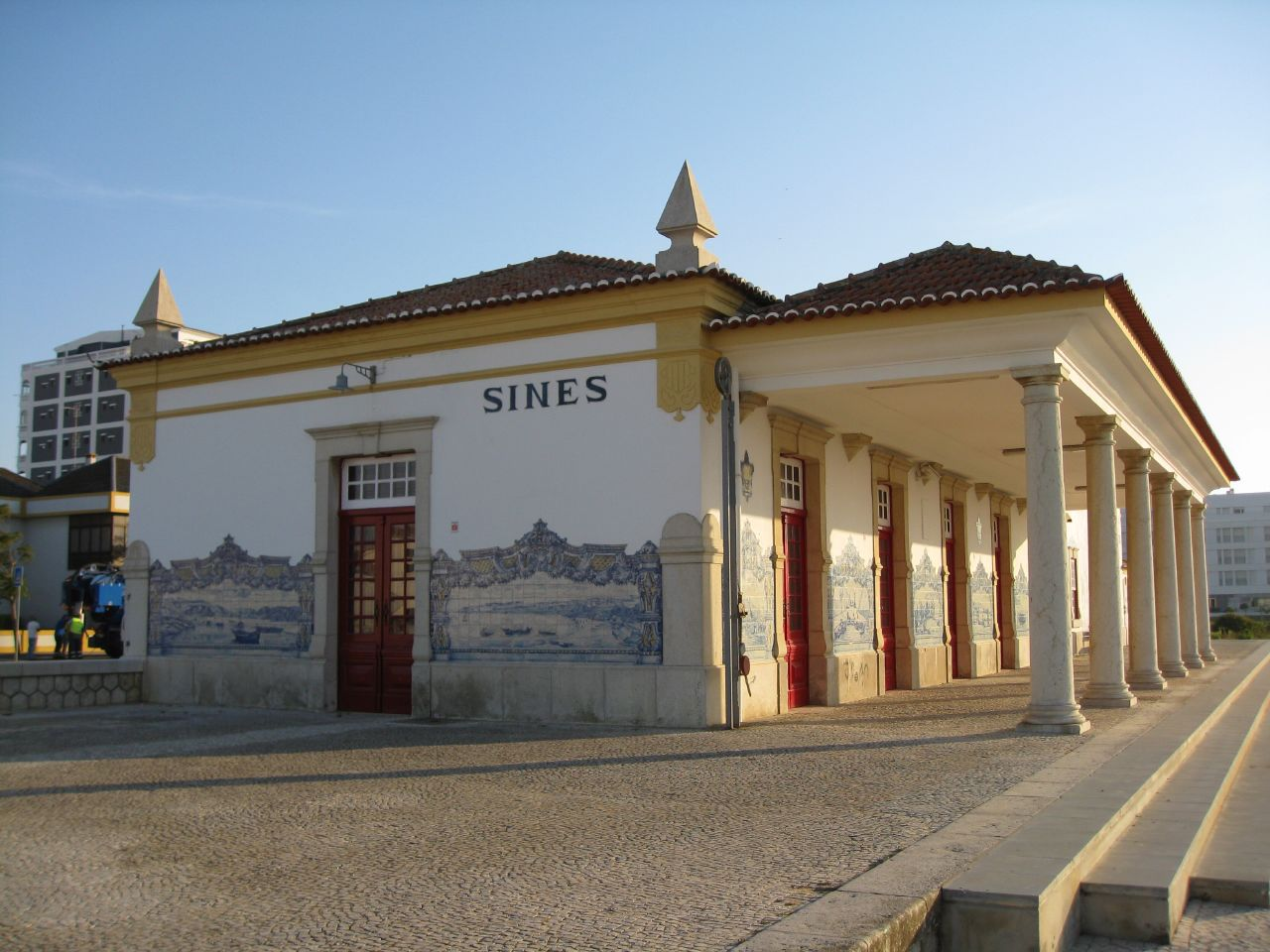
Antigua Estación de Sines (hoy un teatro)

El Ramal de Sines fue un ferrocarril situado en Portugal. Unía la ciudad de Sines a la red ferroviaria nacional enlazando en la Línea de Sines.